# Wskaźniki jakości wód
Wskaźniki jakości wód – wskaźniki określające stan jakościowy wód, tj. ilość i rodzaje zawartych w wodzie zanieczyszczeń oraz kondycję biocenoz wodnych.
Wyróżnia się wskaźniki: biologiczne, fizyczne, chemiczne. Zgodnie z Ramową Dyrektywą Wodną wskaźniki biologiczne stosowane są do szczegółowego określania stanu ekologicznego wód powierzchniowych, podczas gdy pozostałe wskaźniki (fizyczno-chemiczne, hydromorfologiczne) mają wartość pomocniczą. Przy ustalaniu stanu chemicznego lub sanitarnego brane pod uwagę są nieco inne grupy wskaźników.

## Wskaźniki biologiczne
Wskaźniki biologiczne stosowane w monitoringu wód dawniej stosowane były przede wszystkim do określania warunków sanitarnych – np. miano Coli, wskaźnik saprobowości, indeks saprobów, BZT. Dla celów naukowych (np. paleoekologicznych) naukowcy opracowali liczne wskaźniki trofii, odczynu, zasolenia i in., np. współczynniki fitoplanktonowe, polski indeks biotyczny.
W polskim prawie wskaźniki biologiczne wyznaczone do oceny stanu ekologicznego to:
- ilość chlorofilu a (jako miara obfitości fitoplanktonu)
- wskaźniki okrzemkowe IO oraz OIJ (jako miara kondycji fitobentosu)
- Makrofitowy Indeks Rzeczny (MIR) oraz Makrofitowy Indeks Stanu Ekologicznego Jezior (ESMI) (jako miara kondycji makrofitów)

Wskaźniki pozostałych elementów biologicznych (makrobezkręgowców bentosowych, ichtiofauny i makrofitów morskich) w momencie wydawania odpowiedniego rozporządzenia ministra były nieustalone.
Wskaźniki biologiczne stosowane w Polsce przy ocenie wód pitnych to miano mikroorganizmów różnego typu: bakterii z grupy coli, bakterii z grupy coli typu kałowego, paciorkowców kałowych i bakterii z rodzaju Salmonella.

## Wskaźniki fizyczno-chemiczne
Wskaźniki fizyczne to temperatura, zapach, smak, mętność, przezroczystość, barwa wody.
Wskaźniki chemiczne to m.in. odczyn wody, utlenialność, twardość wody, zasadowość, kwasowość, poziom substancji biogennych (zwłaszcza związków azotu i fosforu), chlorków, siarczanów, żelaza, manganu, rozpuszczonego tlenu, ChZT, dwutlenku węgla, metali ciężkich.